# カルロス・ゴメス・ジュニオル

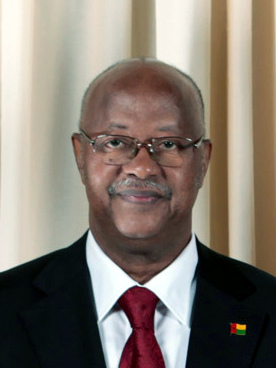
カルロス・ゴメス・ジュニオル

カルロス・ドミンゴス・ゴメス・ジュニオル（Carlos Domingos Gomes Júnior、1949年 - ）はギニアビサウ共和国の政治家。同国首相を2期務めた。
ゴメスはギニアビサウの島嶼部ボラマ州ボラマに生まれた。
ゴメスはギニア・カーボベルデ独立アフリカ党(PAIGC)党首である。同党はギニアビサウ独立の1974年から1999年のクーデターまでの間の政権与党であった。2004年の議会選挙で多数の議席を獲得し、連立政権を主導した。銀行家であり、実業家でもあり、ギニアビサウ一の富豪といわれている。1994年に議会選挙に初当選。「カドゴ」の愛称で知られている。
2005年10月28日、ジョアン・ヴィエイラ大統領はカルロス・ゴメスの政府解体を宣言し、2005年11月2日に、長年の同志であったアリスティデス・ゴメスを首相に任命した。
2009年1月2日、再度首相に任命された。2012年に大統領選挙に出馬するため首相を退任、副首相のアジャト・ジャロ・ナンディーニャが暫定首相となった。3月の大統領選挙第1回投票では得票率48.97%となり、次点で元大統領のクンバ・ヤラ（23.36％）に大差をつけ、4月29日の決選投票では勝利が確実と目されていたが、4月12日にクーデターが発生しライムンド・ペレイラ大統領代行とともに陸軍に身柄を拘束され、一時的に所在が不明となった。大統領選挙は中止され、二人は4月26日にコートジボワールにて解放された。